# Synopeas subaequalis
Synopeas subaequalis is een vliesvleugelig insect uit de familie van de Platygastridae. De wetenschappelijke naam van de soort is voor het eerst geldig gepubliceerd in 1856 door Foerster.